# Tom Lantos
Thomas Peter Lantos (1 de febrer de 1928 - 11 de febrer de 2008) va ser un polític nord-americà membre del Partit Demòcrata dels Estats Units de la Cambra de Representants des de 1981 fins a la seva mort, representant les dues terceres parts del nord de San Mateo, a Califòrnia i una petita part del sud-oest de San Francisco. Va ser supervivent de la Segona Guerra Mundial, en camps de concentració nazis, sent l'únic supervivent de l'Holocaust en el Congrés dels Estats Units.
En iniciar-se el 2008, Lantos va anunciar que no continuaria en la seva carrera per a la reelecció aquell any, a causa d'un càncer d'esòfag, i va morir poc temps després.